# Elecciones estatales de Durango de 1989
Las elecciones estatales de Durango de 1989 se llevaron a cabo el domingo 2 de julio de 1989, y en ellas fueron elegidos por medio de votación popular los cargos del estado mexicano de Durango:
- 39 Ayuntamientos. Formados por un Presidente Municipal y regidores electos para un período de tres años no reelegibles para un período inmediato.
- 33 Diputados al Congreso. Electos por una mayoría de cada uno de los Distritos Electorales.

## Resultados Electorales

### Ayuntamientos

#### Municipio de Durango
- Jorge Clemente Mójica Vargas  Hecho